# Loreto (Paraguai)
Loreto é uma cidade do Paraguai, Departamento Concepción. Cidade fundada por padres jesuítas em 10 de Dezembro de 1686. Possui uma população de 17.242 habitantes. Sua economia é baseada na agricultura e pecuária.

## Transporte
O município de Loreto é servido pelas seguintes rodovias:
- Caminho em pavimento ligando o município de Concepción a cidade de San Lázaro
- Caminho em rípio ligando o município a cidade de Horqueta[1][2][3]